# أوبسالا

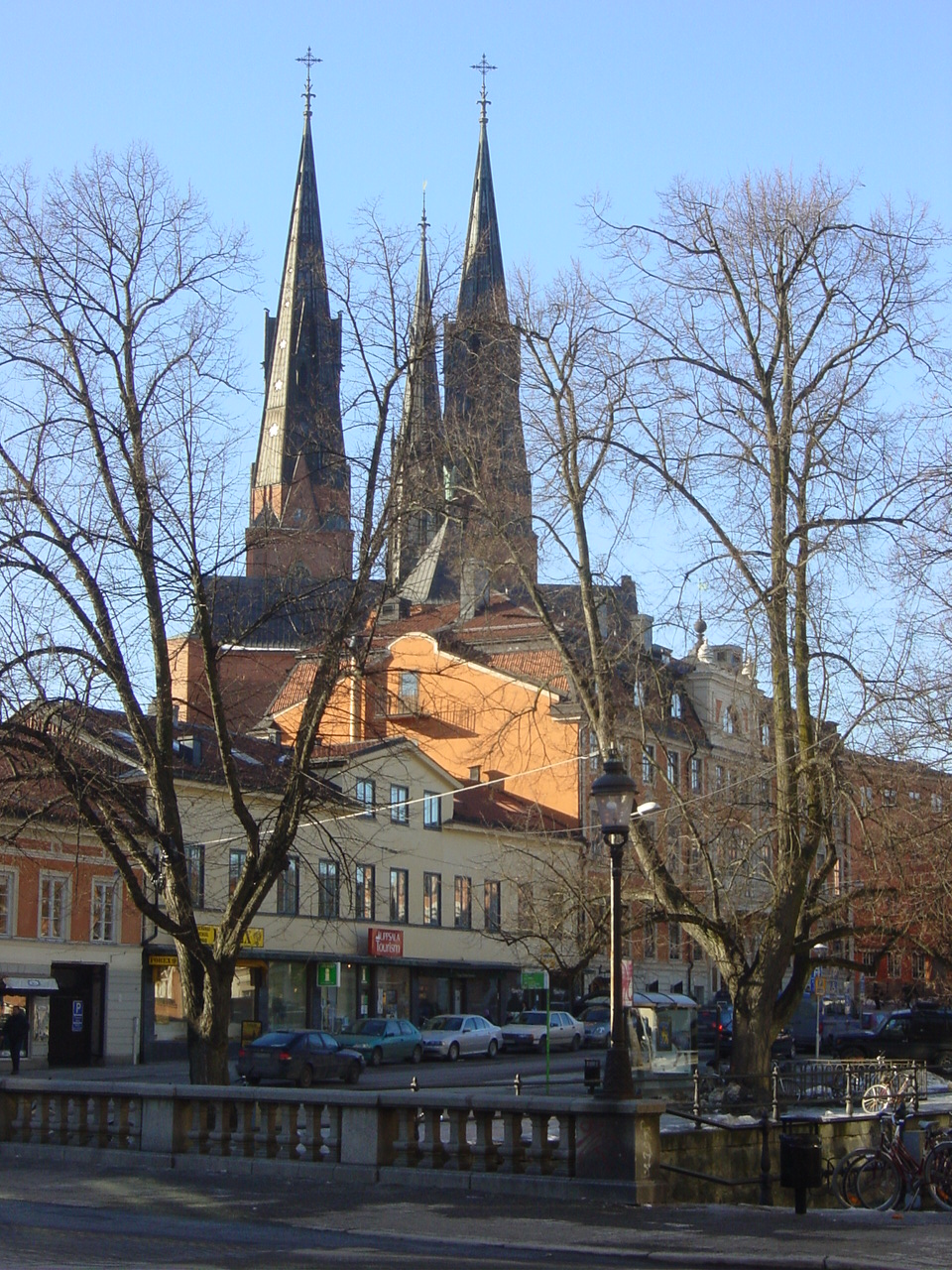
كاتدرائية أوبسالا

أُبْسَالَة (بالسويدية: Uppsala) رابع أكبر مدينة في السويد وعاصمة إقليم أبسالة (Uppsala län). تبعد حوالي 70 كم شمالي إستكهلم، ويقطنها حوالي 128,400 نسمة.
تعتبر منذ 1164 المركز الأسقفي في السويد حيث يتواجد فيها مقر رئيس أساقفة السويد.
إن جامعة أبسالة التي تأسست عام 1477 هي أقدم جامعة إسكندناوية، وفي مكتبة الجامعة مخطوطات قيمة عديدة، في كاتدرائيتها التي ترجع للقرن الثالث عشر أضرحة غوستاف الأول ولينيوس وسويدنبرج.

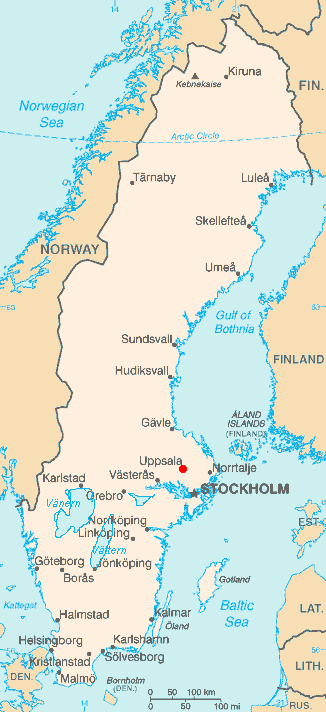
موقع مدينة أوبسالا في السويد

## المناخ
يظهر الجدول التالي التغييرات المناخية على مدار السنة:
| البيانات المناخية لـأوبسالا       | البيانات المناخية لـأوبسالا | البيانات المناخية لـأوبسالا | البيانات المناخية لـأوبسالا | البيانات المناخية لـأوبسالا | البيانات المناخية لـأوبسالا | البيانات المناخية لـأوبسالا | البيانات المناخية لـأوبسالا | البيانات المناخية لـأوبسالا | البيانات المناخية لـأوبسالا | البيانات المناخية لـأوبسالا | البيانات المناخية لـأوبسالا | البيانات المناخية لـأوبسالا | البيانات المناخية لـأوبسالا |
| الشهر                             | يناير                       | فبراير                      | مارس                        | أبريل                       | مايو                        | يونيو                       | يوليو                       | أغسطس                       | سبتمبر                      | أكتوبر                      | نوفمبر                      | ديسمبر                      | المعدل السنوي               |
| --------------------------------- | --------------------------- | --------------------------- | --------------------------- | --------------------------- | --------------------------- | --------------------------- | --------------------------- | --------------------------- | --------------------------- | --------------------------- | --------------------------- | --------------------------- | --------------------------- |
| الدرجة القصوى °م (°ف)             | 10.7 (51.3)                 | 11.9 (53.4)                 | 20.2 (68.4)                 | 26.8 (80.2)                 | 32.8 (91.0)                 | 34.5 (94.1)                 | 37.4 (99.3)                 | 34.3 (93.7)                 | 27.8 (82.0)                 | 22.0 (71.6)                 | 14.3 (57.7)                 | 12.6 (54.7)                 | 37.4 (99.3)                 |
| متوسط درجة الحرارة الكبرى °م (°ف) | −0.3 (31.5)                 | 0.1 (32.2)                  | 3.8 (38.8)                  | 10.1 (50.2)                 | 16.4 (61.5)                 | 19.8 (67.6)                 | 22.7 (72.9)                 | 21.2 (70.2)                 | 15.9 (60.6)                 | 9.7 (49.5)                  | 4.0 (39.2)                  | 0.7 (33.3)                  | 10.4 (50.7)                 |
| المتوسط اليومي °م (°ف)            | −2.7 (27.1)                 | −2.8 (27.0)                 | 0.2 (32.4)                  | 5.2 (41.4)                  | 10.9 (51.6)                 | 14.7 (58.5)                 | 17.7 (63.9)                 | 16.2 (61.2)                 | 11.4 (52.5)                 | 6.5 (43.7)                  | 1.8 (35.2)                  | −1.7 (28.9)                 | 6.5 (43.7)                  |
| متوسط درجة الحرارة الصغرى °م (°ف) | −5.6 (21.9)                 | −6.2 (20.8)                 | −3.3 (26.1)                 | 0.4 (32.7)                  | 5.1 (41.2)                  | 9.4 (48.9)                  | 12.5 (54.5)                 | 11.5 (52.7)                 | 7.3 (45.1)                  | 3.3 (37.9)                  | −0.8 (30.6)                 | −4.4 (24.1)                 | 2.5 (36.5)                  |
| أدنى درجة حرارة °م (°ف)           | −39.5 (−39.1)               | −30.9 (−23.6)               | −32.1 (−25.8)               | −22.4 (−8.3)                | −11.8 (10.8)                | −4.1 (24.6)                 | −1.0 (30.2)                 | −0.9 (30.4)                 | −5.2 (22.6)                 | −16.2 (2.8)                 | −23.6 (−10.5)               | −28.2 (−18.8)               | −39.5 (−39.1)               |
| الهطول مم (إنش)                   | 39.3 (1.55)                 | 29.7 (1.17)                 | 32.6 (1.28)                 | 31.7 (1.25)                 | 38.7 (1.52)                 | 61.0 (2.40)                 | 65.1 (2.56)                 | 73.6 (2.90)                 | 52.4 (2.06)                 | 53.1 (2.09)                 | 52.9 (2.08)                 | 45.6 (1.80)                 | 575.6 (22.66)               |
| متوسط تساقط الثلوج سم (إنش)       | 26 (10)                     | 18 (7.1)                    | 18 (7.1)                    | 7 (2.8)                     | 1 (0.4)                     | 0 (0)                       | 0 (0)                       | 0 (0)                       | 0 (0)                       | 1 (0.4)                     | 13 (5.1)                    | 24 (9.4)                    | 108 (43)                    |
| متوسط الرطوبة النسبية (%)         | 87                          | 85                          | 79                          | 70                          | 66                          | 69                          | 71                          | 76                          | 81                          | 86                          | 90                          | 90                          | 79                          |
| ساعات سطوع الشمس الشهرية          | 44.8                        | 82.9                        | 118.6                       | 190.8                       | 283.2                       | 248.1                       | 269.0                       | 203.2                       | 155.1                       | 97.9                        | 48.0                        | 33.0                        | 1٬774٫9                     |
| المصدر:                           |                             |                             |                             |                             |                             |                             |                             |                             |                             |                             |                             |                             |                             |

## أعلام
- تورستن فيزل
- ليندا سيمبرانت
- لارس أولف ناثان سود بريلوم
- يوهان رينك
- أندرس سلسيوس
- إريك يدفاردسون
- أكسل أكسنسترنا
- مالينا إرنمان